# Alash Orda
Alash Orda (in lingua kazaka: Алаш Орда, traslitterato come Alaş Orda) è stato il nome del governo provvisorio kazako dell'Autonomia di Alash. Il governo sopravvisse dal 13 dicembre 1917 sino al 26 agosto 1920.
Il partito Alash dichiarò l'indipendenza del popolo kazako nel dicembre del 1917. Il governo creatosi consisteva di 25 membri, di cui 15 candidati kazaki, mentre gli altri 10 riservati a candidati di etnia non kazaka.
Il governo istituì una specifica commissione educativa e preparò le basi per un esercito kazako da contrapporre alle forze bolsceviche. Nel 1919 però il governo autonomo fu deposto dalle forze dell'Armata Bianca. I membri del governo si allearono perciò con le forze bolsceviche che però, tra il 1919 ed il 1920 occuparono la regione abitata dai kazaki. Nell'agosto del 1920 le forze bolsceviche stabilirono la Repubblica Socialista Sovietica Kirghiza mettendo definitivamente fine al governo dell'Alash Orda.